# Indymedia
Indymedia és el nom que ha pres una xarxa mundial d'autoanomenats Independent Media Centers (Centres de Mitjans Independents). Aquesta xarxa va ser creada l'any 1999 com una alternativa comunicativa als mitjans de masses, i la formen col·lectius locals amb presència als cinc continents. Els seus membres són de procedència política i acadèmica diversa, però tenen l'objectiu d'oferir informació de caràcter polític, social i cultural, fixant-se especialment en els problemes crítics de la globalització.

## Història
Indymedia es crea a partir de les mobilitzacions contra la Cimera de Seattle el 1999 com un espai de publicació i coordinació de diferents mitjans independents i alternatius. Indymedia va ser possible, en primer lloc, per l'aliança entre activistes tecnològics (furoners) i activistes mediàtics tradicionals, que van començar a treballar conjuntament a finals de la dècada dels 90, i que simbolitzen en l'actualitat als nous moviments socials.

## Actualitat
La xarxa d'Indymedia estava formada per més de 150 nodes. Als Països Catalans hi havia 4 nodes Indymedia: Barcelona, Castelló, Alacant, Andorra.
Després de Seattle la idea i la xarxa es va estendre ràpidament. Per a l'any 2002, hi havia 89 llocs web d'Indymedia s 31 països (incloent Palestina), creixent a més de 150 el gener de 2006, no tots ells actualment actius. El nombre de centres actius va créixer de 142 el 2004 a 175 al 2010.
Pel 2014 la xarxa havia disminuït significativament, amb un nombre de llocs actius inferior a 68. S'han analitzat diverses raons sobre la disminució. En un article publicat per la revista Convergence Eva Giraud resumeix alguns dels diferents arguments que s'havien fet per acadèmics i activistes, que incloïen jerarquia informal, burocràcia, qüestions de seguretat, incloent tallades d'adreça IP, manca de compromís regional, manca de classe política, augment de l'ús dels mitjans socials de la web 2.0, pàgines web subdesenvolupades, disminució dels voluntaris i declivi del moviment de justícia global.
Alternative Bristol va adduir raons de seguretat per al descens. Ha indicat que des de les convulsions de servidors Indymedia Regne Unit s'ha utilitzat cada vegada menys amb una mitjana d'un nou post per setmana. Va afegir que els activistes s'estaven movent als proveïdors de contingut de mitjans i mètodes alternatius més segurs des dels leaks de Snowden.